# Hydroptila brincki
Hydroptila brincki är en nattsländeart som beskrevs av Jacquemart 1963. Hydroptila brincki ingår i släktet Hydroptila och familjen smånattsländor. Inga underarter finns listade i Catalogue of Life.